# Anna Bosch i Pareras
Anna Bosch i Pareras (Figaró, Barcelona, 1950 - Ibidem 2009) fue una política y activista española. Fue alcaldesa de Mollet del Vallés (1979-1983), encabezando la lista municipal del Partit Socialista Unificat de Catalunya (PSUC), siendo entonces la alcaldesa que estaba al frente del municipio más grande de España. 

## Biografía
Nacida en Figaró, comenzó a trabajar a los 14 años en la industria textil donde se vinculó con el movimiento sindical de Comisiones Obreras. Inició su militancia política en el Partit Socialista d'Alliberament Nacional (PSAN) en 1970 y, tras casarse en diciembre de 1972 y trasladarse a vivir en Mollet del Vallés, ingresó en las filas del PSUC.
Entre 1973 y 1979 encabezó la tarea de organización del PSUC en el Vallés Oriental, y posteriormente fue nombrada responsable política del Comité Local de Mollet, responsable del Comité Comarcal del Vallés Oriental y en 1977 miembro del Comité Central del PSUC. Se presentó como cabeza de lista de la candidatura municipal del PSUC en las elecciones municipales de 1979, celebradas el 3 de abril. Fue la lista más votada con 5183 votos (37,44% del censo), obteniendo 9 concejales y el 19 de abril de 1979 fue elegida alcaldesa de Mollet del Vallés, presidiendo un gobierno de coalición del PSUC, el PSC y CDC.
Durante su alcaldía, gestionó el cambio de nombre de calles, la regulación fiscal del municipio, así como el inicio de la política social y cultural local con la construcción nuevos equipamientos y servicios. Por ejemplo, crearon una nueva escuela en el barrio de Lourdes e inauguró los servicios de asistencia social y sanitaria del Ayuntamiento. También se revisó y aprobó el Plan general de Ordenación Urbana (1981) y el año siguiente se inauguraron residencias de ancianos en Can Pantiquet, en el Parque de la Estación del Norte y el Parque de la Plana Lledó, así como la celebración de la primera boda civil. En 1983 el municipio pasó a llamarse oficialmente Mollet del Vallés. Desengañada de la política institucional, no presentarse a la reelección en las elecciones municipales de 1983 y dimitió de todos los cargos oficiales dentro del partido.
Volvió a su trabajo como cajera de la Caja de Sabadell en Santa Perpètua de Mogoda y en 1984 fue elegida delegada sindical de CCOO. Alejada de la política, participó en diferentes movimientos ecologistas y feministas: organización de la primera iniciativa legislativa popular en favor del cierre de las centrales nucleares, fundación de la asociación Acció Ecologista (Acción Ecologista), así como el impulso de la audiencia pública  "Barcelona Estalvia Energia". 
Se licenció en Geografía e Historia en la Universidad Autónoma de Barcelona, cursó el Máster de Estudios de las Mujeres de la UB y formaba parte del colectivo ecofeminista Las Petres y del grupo Mujeres y Trabajos de Ca la Dona. Durante los últimos años formó parte del grupo asesor del Instituto Catalán de las Mujeres del primer gobierno tripartito de la Generalidad de Cataluña.
Su intensa labor de reflexión ecofeminista dio lugar al libro Malabaristas de la vida "Mujeres, tiempos y trabajos" (2003) donde se analizan las consecuencias que tiene el actual modelo de relación entre la sociedad humana y la naturaleza, y de cómo se ha construido esta relación de manera interrelacionada con la desvalorización de las mujeres y de sus tareas.
Gravemente enferma desde 1988, murió la noche de Reyes de 2009.  Como homenaje póstumo, su pueblo natal, Figaró, inauguró una plaza con su nombre el 27 de marzo de 2011.

## Obras
- Mujeres que alimentan la vida. Selección de textos (1996-2008), 2011[6]
- Malabaristas de la vida "Mujeres, tiempos y trabajos" (2003)
- Pensant el meu poble, 2011